# Дионисий Амидски
Дионисий (на гръцки: Διονύσιος, Дионисиос) е гръцки духовник, епископ на Вселенската патриаршия и на Антиохийската патриаршия.

## Биография
Служи като архидякон на митрополит Неофит Иконийски (1849 - 1865), а по-късно е протосингел на Солунската митрополия.
На 21 февруари 1871 година е ръкоположен за йерисовски и светогорски епископ. Подава оставка през март 1875 година.
На 14 януари 1880 година е избран амидски митрополит на Антиохийската патриаршия. През февруари 1883 година подава оставка.
Връща се отново в клира на Вселенската патриаршия и от 1884 година е викарий на Неокесарийската митрополия в Котиора.
Умира в Цариград на 21 декември 1897 година.